# Miodrag Marić
Miodrag Marić (in serbo Миодраг Марић?; Užice, 17 febbraio 1957) è un ex cestista jugoslavo.

## Carriera
Con la Jugoslavia ha disputato le Universiadi di Città del Messico 1979.

## Palmarès
- YUBA liga: 3

Partizan Belgrado: 1975-76, 1978-79, 1980-81
- Coppa di Jugoslavia: 1

Partizan Belgrado: 1979
- Coppa Korać: 2

Partizan Belgrado: 1977-78, 1978-79